# 大眾數學
大眾數學（Mathematics for All）又稱通俗數學，是針對普通觀眾的數學演示。以不需要數學背景就可以閱讀的書籍的形式，而在其他情況下則是由專業數學家撰寫的說明性文章的形式，以接觸在不同領域工作的其他人。